# Miguel López de Legazpi

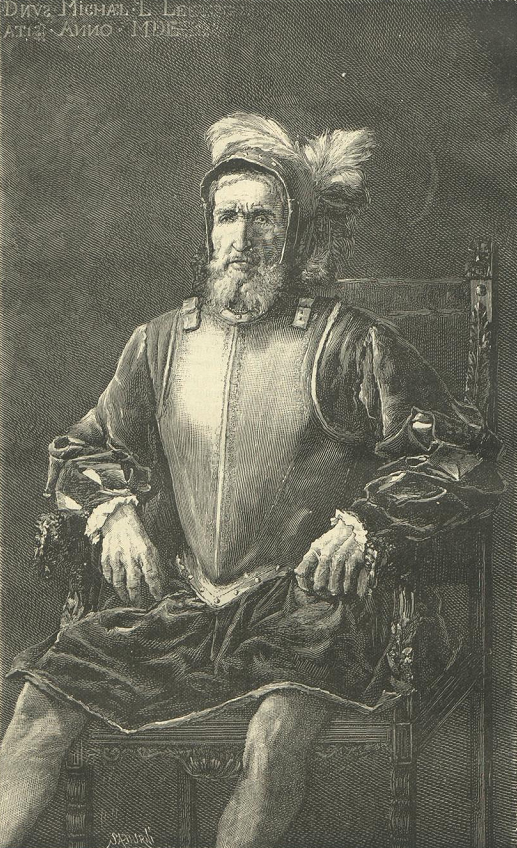
Miguel López de Legazpi

Miguel López de Legazpi (1502 - 20 augustus 1572), ook wel bekend als El Adelantado (de gouverneur) en El Viejo (de oude) was een Spaans conquistador onder wiens leiding de Filipijnen onder Spaanse controle werd gebracht tussen 1565 en zijn dood in 1572.

## Vroege jaren
Miguel López de Legazpi werd geboren in 1502 en was de jongste zoon van Don Juan Martínez de Legazpi en Elvira Gurruchategui. Zijn familie was van adel en leefde in een klein stadje genaamd Zumárraga, in de Baskische provincie Gipuzkoa in Spanje.
Tussen 1526 en 1527 was Legazpi werkzaam als raadslid in de gemeentelijke overheid van zijn geboortestad. In 1528, enige tijd nadat Hernán Cortés in 1519 al nederzettingen had gevestigd in Mexico, ging Legazpi naar Nieuw-Spanje om daar een nieuw leven te beginnen. Dit was een gevolg van de dood van zijn ouders en zijn ontevredenheid over het feit dat zijn oudste broer het hele familiefortuin erfde. In Tlaxcala werkte hij met Juan Garcés en diens zus Isabel Garcés. Legazpi trouwde met Isabel en samen kregen ze negen kinderen. Isabel stierf rond 1550.
Tussen 1528 en 1559 werkte Legazpi als baas van de Financiële afdelingsraad en als gouverneur van Mexico-Stad. Begin 1564 kreeg hij de opdracht van onderkoning Luis de Velasco de oudere om een expeditie te leiden naar de Specerij-eilanden, die jaren eerder door expedities onder leiding van Magalhães (1519-1521) en Villalobos (1542-1544) waren aangedaan. De expeditie werd uitgezonden op bevel van Filips II, naar wie de Filipijnen jaren eerder door de expeditie van Villalobos ook was genoemd. De onderkoning stierf in juli van dat jaar, maar het lukte de Audiencia en Legazpi de voorbereidingen voor de expeditie te voltooien. In de vroege morgen van 21 november 1564 zeilde Legazpi, vergezeld door vijf schepen en 500 soldaten, uit de haven van Barra de Navidad in het Mexicaanse Jalisco.

## Aankomst op de Filipijnen

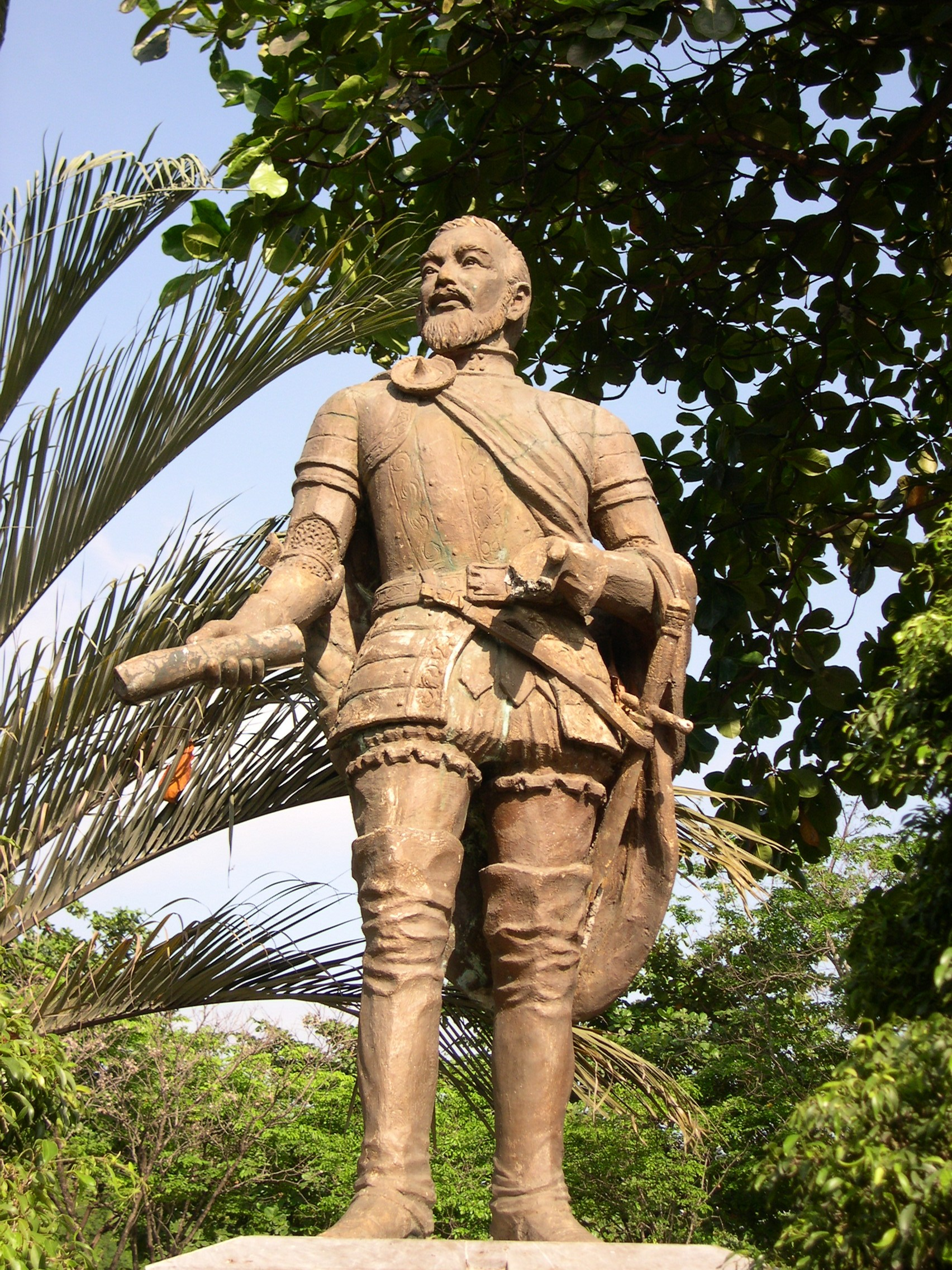
Een standbeeld van López de Legazpi

Legazpi en zijn bemanning zeilden in 93 dagen over de Grote Oceaan. Aan het begin van 1565 landden zij op de Marianen waar zij voor anker gingen en hun voorraden aanvulden. Hierbij ontstonden conflicten met de Chamorro-stammen en verbrandden de Spanjaarden hun hutten tot de grond.
Op 13 februari 1565 arriveerden Legazpi's troepen op de Filipijnse archipel en landden bij de kust van Cebu. Na een korte periode van strijd met de lokale bevolking verlieten ze het eiland naar de nabijgelegen eilanden Leyte en Camiguin. Legazpi's schepen dreven naar de kust van Bohol en kwamen daar aan op 16 maart 1565. Daar verkregen zij goud en specerijen, nadat ze de lokale bevolking hadden overtuigd dat ze geen Portugezen waren. Als teken van vriendschap tussen de twee groepen sloot Legazpi een bloedbroederschap met de lokale leider Datu Sikatuna.
Op 27 april 1565 keerden Legazpi en zijn bemanning terug naar Cebu en vernietigden het dorp Rajah Tupas. Daar stichtte hij zijn eerste Spaanse vestiging, genaamd Villa del Santisimo Nombre de Jesús en Villa de San Miguel (Dorp van Sint Michael), het latere Cebu City.
Op 1 juni 1565 vertrok een schip onder leiding van de uitstekende navigator frater Andrés de Urdaneta met als doel een betere zeilroute terug naar Nieuw-Spanje te vinden en om versterking voor de achtergebleven mannen van Legazpi te vragen. Hij zou 130 dagen later aankomen in de haven van Acapulco.
In 1567 arriveerden 200 Spaanse en Mexicaanse soldaten op Cebu in opdracht van de Spaanse Koning. Ze stichtten de stad en bouwden de haven Fuerza de San Pedro (Fort San Pedro) die hun buitenpost voor handel met Mexico en bescherming tegen vijandige inheemse opstanden werd.
In 1568 stuurde Legazpi een van zijn mannen terug naar Spanje om over zijn voortgang te rapporteren. Legazpi zelf bleef op Cebu en vanwege gezondheidsproblemen en hoge leeftijd vergezelde hij zijn mannen niet tijdens de verovering van Manilla. Hij stuurde daarentegen zijn twee luitenants, Martín de Goiti en Juan de Salcedo, eropuit om in het noorden van de Filipijnen te zoeken naar de vermeende rijke grondstoffen en deze voor Spanje veilig te stellen.

### Verovering van Manilla
Eind 1569 verliet een macht van 300 Spaanse soldaten, cavalerie en verscheidene lokale inwoners geleid door Martín de Goiti, Cebu en begonnen de noordelijke regio van Visayas te verkennen. Ze stuitten op de Panayeilanden en Mindoro, waar zij ruzie kregen met Chinese zeehandelaren. Goiti en Salcedo vochten met de Chinese piraten aan de oostelijke kustlijn van Mindoro en versloegen en verjaagden de piraten van het eiland. Later stichtten de Spanjaarden hier nederzettingen.
Op 8 mei 1570 arriveerden zij in de Baai van Manilla. De Spanjaarden waren erg onder de indruk van de grootte van de haven. Ze werden verwelkomd door de islamitische inheemse bevolking. Goiti's soldaten kampeerden er enkele weken terwijl hij voordeed een alliantie met moslimkoning Rajah Suliman te willen sluiten. De Spanjaarden waren echter van plan de inheemse bevolking te doen geloven dat ze alleen op bezoek waren en voor slechts een korte periode zouden verblijven.
Op 24 mei 1570, nadat er ruzies waren ontstaan tussen de twee groepen, marcheerden zij naar de moslimnederzettingen in Tondo en de stad Manilla waar een oorlog werd gevoerd tegen de mannen van Suliman. De zwaarbewapende Spaanse soldaten versloegen de inheemse bevolking en veroverden het gebied.
In datzelfde jaar arriveerde meer versterking op de Filipijnen wat Legazpi ertoe aanzette Cebu te verlaten. Hij nam 250 soldaten en 600 inheemse krijgers om de regio's van de Panayeilanden en Leyte te verkennen. Na te hebben gehoord dat de stad was veroverd volgde Legazpi het jaar daarop Goiti en Salcedo naar Manilla.
In Manilla sloot hij een vredesverdrag met de inheemse moslimraden, Rajahs Suliman, Matanda, en Lakandula. Op 24 juni 1571 werd een permanente vestiging tot stand gebracht en werd een versterking van de stadsmuren van Intramuros geregeld. Hij doopte de stad om tot hoofdstad van het eiland en de thuisbasis voor de Spaanse regering voor het westelijk deel van de Grote Oceaan.
Met hulp van de Augustijnen en Franciscanen stichtte hij een regering op de eilanden. Hij werd de eerste gouverneur van de Filipijnen en bekeerde de inheemse bevolking tot het katholicisme. Degenen die tegen zijn bewind waren werden gemarteld en geëxecuteerd, terwijl degenen die zijn bewind steunden werden beloond met zogenaamde encomiendas; voordelige wetten en toewijzing van land.

### Laatste jaren
Legazpi regeerde de kolonie tot een jaar voor zijn dood als gevolg van hartfalen in Manilla in 1572. Hij stierf arm en bankroet. Hij liet slechts een paar pesos na nadat hij het grootste gedeelte van zijn persoonlijk fortuin over de balk had gesmeten gedurende de oorlog.
Legazpi werd te ruste gelegd in de San Agustin Kerk, Intramuros. Hij kon daarmee de herdenking van Manilla niet meemaken in 1574, toen de stad de titel onderscheiden en immer loyale stad van Spanje (Insigne y Siempre Leal Ciudad de España) kreeg toegekend door de koning van Spanje.
Tegen de tijd dat Legazpi stierf, vielen de regio's Luzoneilanden, Visayas en de noordelijke delen van Mindanao onder het Spaanse gezag. De 256 jaren daarna werden de Filipijnen ingedeeld bij Nieuw Spanje, dat we tegenwoordig als Mexico kennen.

## Brieven aan de Koning van Spanje
Gedurende de laatste jaren van zijn leven, schreef Legazpi meerdere brieven aan Filips II waarin hij vertelde over zijn reis naar Oost-Indië en de veroveringen die hij had bereikt. Deze staan algemeen bekend als de Cartas al Rey Don Felipe II : sobre la expedicion, conquistas y progresos de las islas Felipinas. De brieven bestaan nog steeds en worden bewaard in Archieven van de Indies in het Spaanse Sevilla.